# کنت فرمیر
کنت فرمیر (هلندی: Kenneth Vermeer؛ زادهٔ ۱۰ ژانویهٔ ۱۹۸۶) بازیکن فوتبال اهل هلند است.
از باشگاه‌هایی که در آن بازی کرده‌است می‌توان به باشگاه فوتبال آژاکس آمستردام، باشگاه فوتبال فاینورد، باشگاه فوتبال لس آنجلس، باشگاه فوتبال کلوب بروژ، و باشگاه فوتبال ویلم دوم اشاره کرد.
وی همچنین در تیم‌های ملی فوتبال زیر ۱۷ سال هلند، زیر ۱۹ سال هلند، زیر ۲۱ سال هلند، هلند، و هلند، بازی کرده‌است.